# Amauroderma jiangxiense
Amauroderma jiangxiense är en svampart som beskrevs av J.D. Zhao & X.Q. Zhang 1987. Amauroderma jiangxiense ingår i släktet Amauroderma och familjen Ganodermataceae.   Inga underarter finns listade i Catalogue of Life.